# Tengwar

Artikel 1 ur FN:s deklaration om de mänskliga rättigheterna på engelska skrivet med tengwar.

Tengwar (IPA: ['tɛŋgʷar]) (även kallad feanorisk skrift) är ett skriftsystem som skapades av J.R.R. Tolkien för hans fiktiva värld Arda. Den används främst för att skriva de konstgjorda alviska språken quenya och sindarin. Också människors och hobbitars väströna skrevs med tengwar, samt svartspråket som Sauron skapade. Systemet är dock mycket flexibelt och kan anpassas till andra språk som exempelvis engelska. Namnet är quenya för 'bokstäver' (singularis tengwa).

## Extern historia

### Föregångare
Sarati, beskriven i tidskriften Parma Eldalamberion 13, som designades av Tolkien i slutet av 1910-talet delar många egenskaper med tengwar. I likhet med många tengwar-varianter skrivs vokaler med diakritiska tecken. Det finns också likheter mellan vissa sarati och motsvarande tengwar och i vissa fall en koppling mellan tecknens form och deras uttal.
Ännu närmre ligger den valmariska skriften, beskriven i Parma Eldalamberion 14, som Tolkien använde mellan 1922 och 1925. Den innehåller många tecken identiska med tengwar. Tecknen har, liksom i vissa tengwar-varianter, en medföljande vokal a vars kvalité kan ändras med hjälp av diakritiska tecken.

### Tengwar
Tengwar utvecklades troligtvis under sent 1920- eller tidigt 1930-tal. Det första publicerade exemplet återfinns i Bilbo - En hobbits äventyr (vissa upplagor). En utförlig beskrivning publicerades i appendix E till Sagan om ringen år 1955.

## Intern historia
Det första kända alviska skriftsystemet var sarati som utvecklades av Rúmil av Tirion. På denna tid kallades alla skrivtecken sarati (plural av sarat 'inristning'). Senare kom Feanor att bygga vidare på Rúmils idéer och skapa den feanoriska skriften. Han kom att kalla skrivtecknen tengwar under vilket namn de kom att bli mest kända.
Namnet kom att lånas in i sindarin som tîw (singularis têw) då skrivtecknen introducerades i Beleriand. Innan dess hade ett annat skriftsystem kallat cirth (singularis certh) används för att skriva sindarin. Namnet är besläktat med sarati och lånades i sin tur in i quenya som certar (singularis certa).

## Beskrivning

### Skrivsätt
För fler detaljer om de individuella skrivsätten se artiklarna om quenya och sindarin.
I likhet med andra alfabetiska skriftsystem behöver varje språk som skrivs med tengwar sin egen ortografi baserad på det språkets fonologi. Dessa ortografier kallas vanligen skrivsätt. Vissa av dessa är starkt fonematiska medan andra är mer bundna av traditioner. 
Vissa skrivsätt, kallade ómatehtar 'vokaltecken', är abugidor där vokaler representeras av diakritiska tecken kallade tehtar. I andra, kallade för fullskrift, skrivs både konsonanter och vokaler med tengwar.
Ómatehtar-skrivsätt kan variera mellan att vokaltecken skrivs ovanför föregående konsonant och att de skrivs över följande konsonant. Det förra används av quenya då många ord tenderar att sluta i vokal medan det senare används av de flesta andra språk.
De individuella tengwar har inga fasta ljudvärden utan anpassas för varje språk. Ljudvärdena brukar dock följa vissa regler och vissa tecken förknippas av tradition med vissa ljud. Det finns också ett skrivsätt för "generell användning" som kan användas för språk som saknar ett skrivsätt och som utgångspunkt för att skapa nya.

### Tecknen
| I. Tincotéma | I. Tincotéma | II. Parmatéma     | II. Parmatéma | III. Calmatéma | III. Calmatéma | IV. Quessetéma | IV. Quessetéma |
| ------------ | ------------ | ----------------- | ------------- | -------------- | -------------- | -------------- | -------------- |
| Tinco        | [t]          | Parma             | [p]           | Calma          | [tʃ]           | Quessë         | [k]            |
| Ando         | [d]          | Umbar             | [b]           | Anga           | [dʒ]           | Ungwë          | [g]            |
| Sulë         | [θ]          | Formen            | [f]           | Aha            | [ʃ]            | Hwesta         | [x]            |
| Anto         | [ð]          | Ampa              | [v]           | Anca           | [ʒ]            | Unquë          | [ɣ]            |
| Númen        | [n]          | Malta             | [m]           | Noldo          | [ɲ]            | Nwalme         | [ŋ]            |
| Órë          | [r]          | Vala              | [w, u]        | Anna           | [j, i]         | Wilya          | [a]            |
|              |              |                   |               |                |                |                |                |
| Rómen        | [r]          | Arda              | [r̥]           | Lambë          | [l]            | Alda           | [l̥]            |
| Silmë        | [s]          | Silmë nuquerna    | [s]           | Essë           | [z]            | Essë nuquerna  | [z]            |
| Hyarmen      | [h]          | Hwesta Sindarinwa | [ʍ]           | Yanta          | [e]            | Úrë            | [u]            |

Tengwar består av 24 grundtecken och ett antal tilläggstecken. Grundtecknen består av två beståndsdelar: en rak vertikal telco ('stam') och en böjd luva ('båge'). Från dessa går det att bilda tecknen tinco och calma. Genom att förse dessa med ett horisontellt streck bildas parma och quessë. Dessa fyra tengwar ligger till grund för varsin téma ('serie') som representerar artikulationsställe. Varje téma består sedan av sex tyeller ('grader') som representerar artikulationssätt.
Av tradition representerar de två första serierna, tincotéma och parmatéma, dentaler och labialer. De andra två varierar beroende på språk. Det belerianska skrivsättet för sindarin använder bara tre serier, med undantag för ett enda tecken i serie fyra. Quenya använder alla fyra och låter calmatéma stå för velarer och quessetéma stå för labiovelarer. Dessutom finns det en femte serie kallad tyelpetéma bestående av palataler. Dessa skrivs med tengwar från den första serien som förses med ett diakritiskt tecken bestående av två punkter undertill.
De grundläggande tecknen kan modifieras genom att bågen fördubblas och genom att stammen höjs, förlängs eller förkortas. Dubbel båge står vanligtvis för stämbandston. Stam i ursprungsläge står för klusiler, upphöjd för frikativer och förkortad för nasaler och approximanter. I den ursprungliga fëanoriska skriften förekom också tecken med förlängd stam som stod för aspirerade klusiler.
Tilläggstecknen används för språkljud som inte passar in i mallen beskriven ovan. Då deras utseende inte följer de gängse reglerna tenderar deras ljudvärde att variera mer mellan olika språk.
Tehtar kan, förutom att markera vokaler i vissa skrivsätt, också användas för att markera bland annat vokal- och konsonantlängd, palatalisering, labialisering samt prenasalisering av klusiler.

## Datoranvändning

### Dan Smiths teckenkodning
Den för tillfället etablerade standarden utvecklades av Dan Smith och mappas tengwar mot tecknen i teckenkodningen ISO 8859-1. En nackdel med detta är att om typsnitten inte finns tillgängliga så kommer en nonsenssträng av latinska siffror och bokstäver att visas. Eftersom ISO 8859-1s 191 kodpunkter inte räcker till så placeras vissa ovanliga tecken i ett alternativt typsnitt som också mappas mot ISO 8859-1 och därmed överlappar det första typsnittet.
Principen bakom Dan Smiths teckenkodning är att var och en av de fyra raderna på ett (amerikanskt) tengentbord motsvarar en téma. Tangentbordets första nio kolumnerna representerar de 36 vanliga grund- och tilläggstecknen. Andra tecken kan bland annat fås fram genom att skifttangenten hålls ner.
Ett flertal typsnitt har utvecklats som, med vissa modifikationer, använder denna metod.

### Unicode
Ett förslag har lagts om att inkludera tengwar i Unicode-standarden. För tillfället är kodpunkterna U+016000 till U+01607F reserverade men kan komma att ändras.
Frivilligorganisationen ConScript Unicode Registry har inofficiellt reserverat kodpunkterna U+E000 till U+E07F Unicode-planen för privat användning. Denna standard används av typsnitten Tengwar Telcontar, Tengwar Eldamar och Code2000.